# Procambarus toltecae
Procambarus toltecae är en kräftdjursart som beskrevs av Hobbs 1943. Procambarus toltecae ingår i släktet Procambarus och familjen Cambaridae. IUCN kategoriserar arten globalt som livskraftig. Inga underarter finns listade i Catalogue of Life.